# Skarb oświęcimski

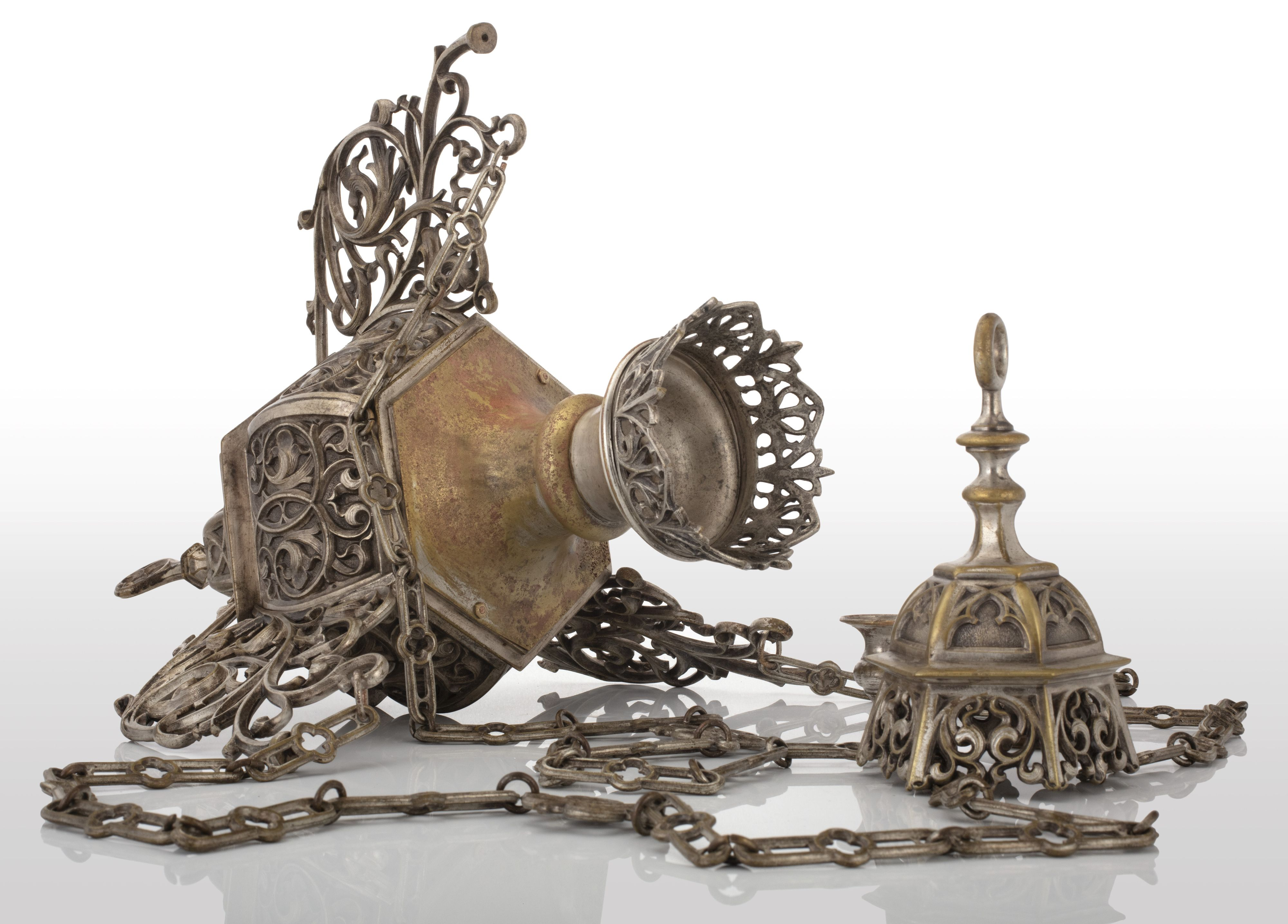
Lampa Ner Tamid z Wielkiej Synagogi w Oświęcimiu

Skarb oświęcimski – znalezisko archeologiczne składające się z około czterystu przedmiotów, w większości stanowiące wyposażenie Wielkiej Synagogi w Oświęcimiu, odkryte w 2004 roku przez zespół archeologów pod kierunkiem dr Małgorzaty Grupy z Uniwersytetu Mikołaja Kopernika w Toruniu.

## Geneza odkrycia

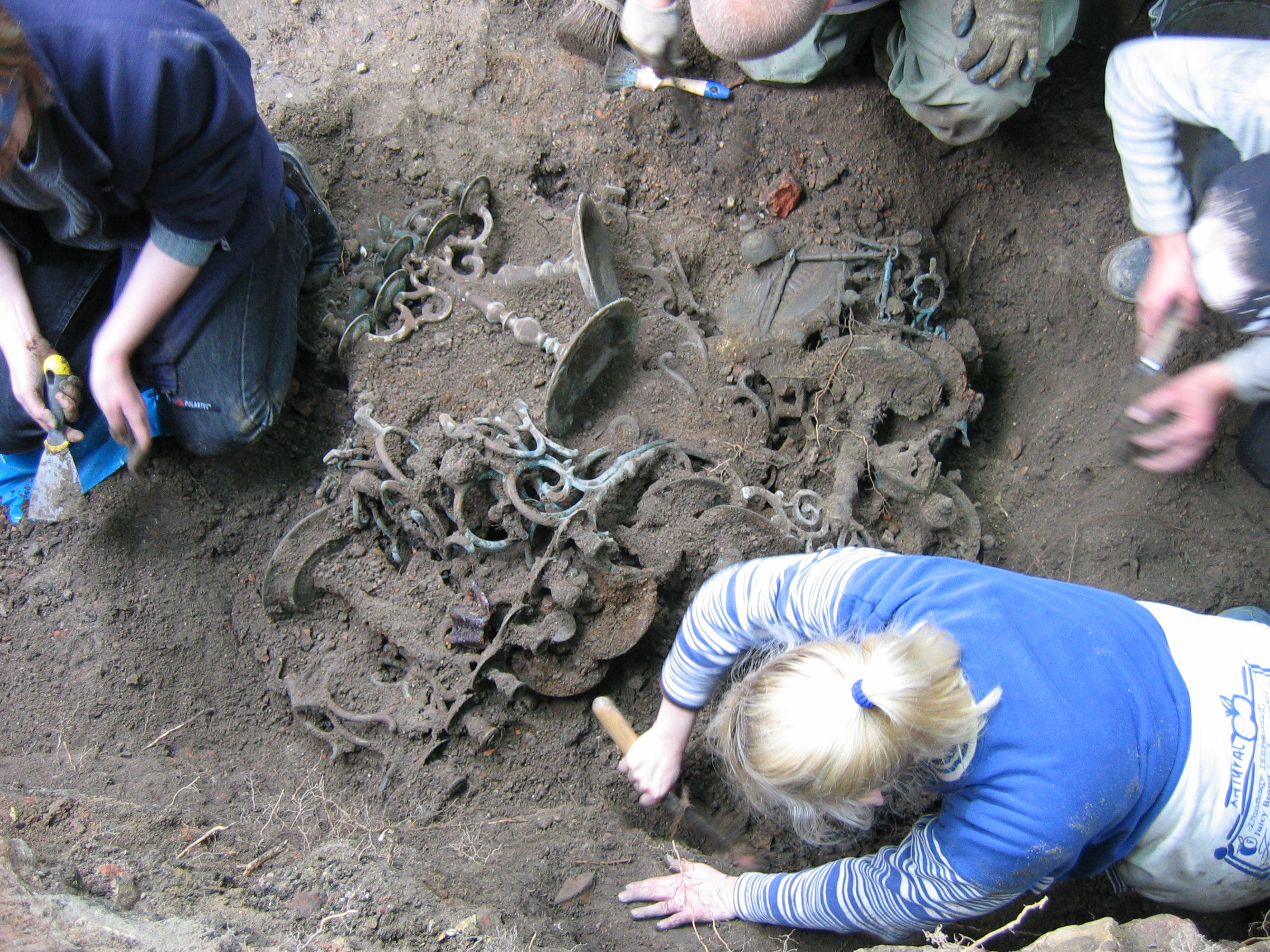
Odkrycie skarbu, 2004

Od 28 maja do 29 czerwca 2004 roku na miejscu, w którym do 1939 roku stała Wielka Synagoga w Oświęcimiu, prowadzone były wykopaliska archeologiczne pod kierownictwem dr Małgorzaty Grupy z Uniwersytetu Mikołaja Kopernika w Toruniu.
Wykopaliska zorganizowano ze względu na potwierdzające się relacje o tym, że na wieść o wybuchu II Wojny Światowej na terenie synagogi ukryto zabytkowe przedmioty. Były to: relacja byłego mieszkańca Oświęcimia ocalałego z Zagłady, Jiszajahu Jarota, który opisał historię ukrycia przedmiotów oraz opowieść Leona Schönkera, który w pierwszych dniach niemieckiej okupacji stał na czele lokalnej gminy żydowskiej. W 1998 roku, kiedy miał 90 lat, Jarot przypadkowo spotkał Jariva Nornberga, młodego Izraelczyka, który właśnie wyszedł z wojska, a miał wkrótce odwiedzić obozy zagłady w Polsce. Wówczas Jarot przypomniał sobie chwilę, w której zobaczył ludzi zakopujących dwie metalowe skrzynie. Narysował także mapę, mającą pomóc badaczom odszukać ukryte przedmioty. Obiekty zostały ukryte prawdopodobnie z inicjatywy ówczesnego rabina Wielkiej Synagogi Eljasza Bombacha w pierwszych dniach wojny, metr pod posadzką w narożniku synagogi, pod schodami prowadzącymi na galerie dla kobiet. Przed zakopaniem zostały rozłożone na części.
Inicjatorami prac byli Nornberg i filmowiec Yahaly Gat z Izraela, a sponsorami organizacja Conference on Jewish Material Claims Against Germany oraz prywatni darczyńcy. Prace rozpoczęto na krótko po otrzymaniu przez Gminę Wyznaniową Żydowską z Bielska-Białej zwrotu działki na podstawie ustawy z 1997 roku o restytucji mienia żydowskiego od Urzędu Miejskiego w Oświęcimiu. Celem badań i wykopalisk było również dokładne zbadanie terenu i dotarcie do fundamentów pierwszej drewnianej synagogi.

## Przebieg prac

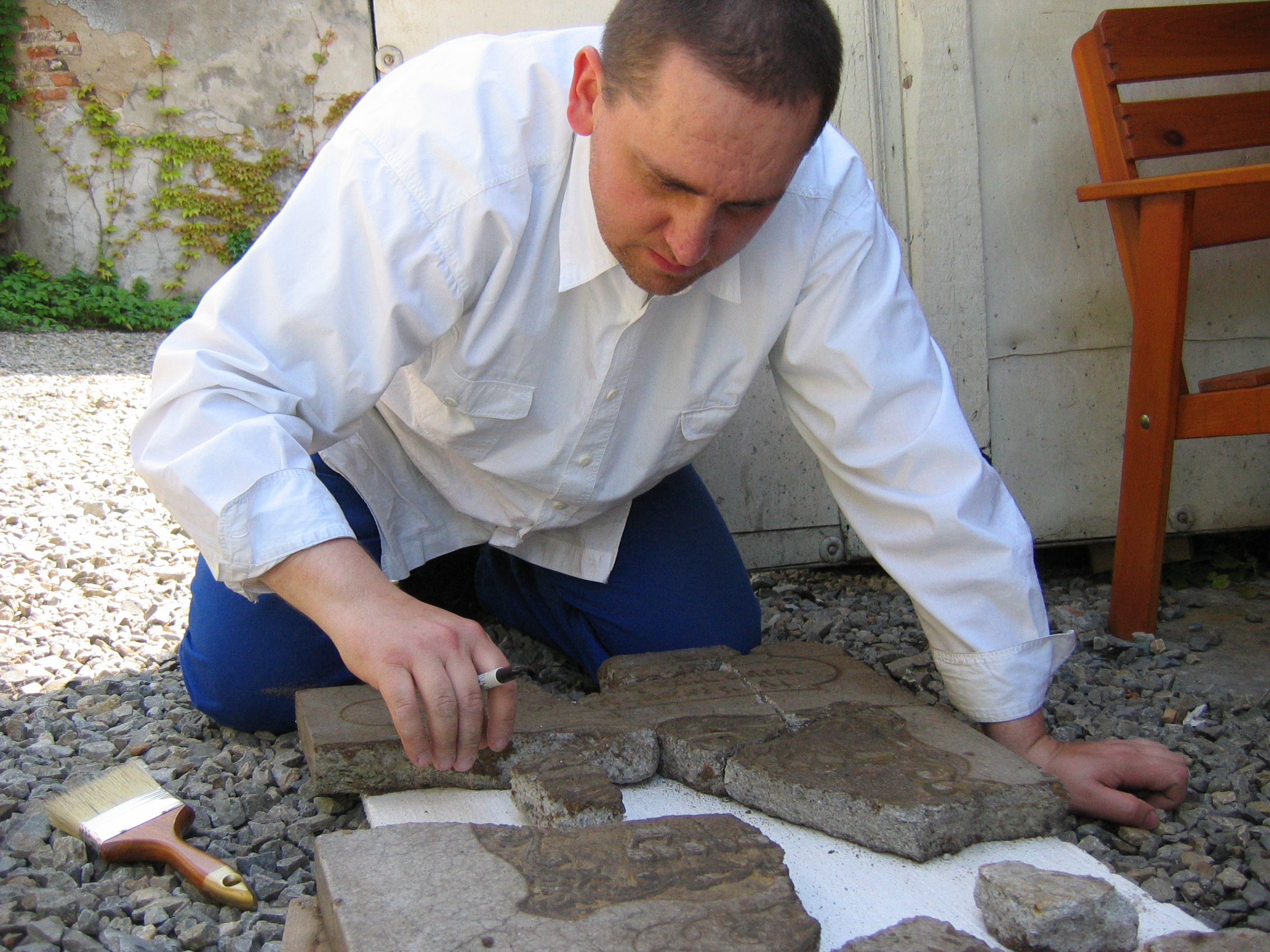
Historyk Jacek Proszyk składa elementy tablicy sziwiti

Przez pierwsze trzy tygodnie archeolodzy natrafiali jedynie na drobne przedmioty ceramiczne, monety z początku XIX wieku, a także tablicę ku czci rabina z początku XX wieku. Dopiero w połowie czerwca w dawnym narożniku synagogi natrafiono na skarb. Według relacji Jiszajahu Jarota, razem z zabytkowymi przedmiotami zostały ukryte zwoje Tory. Ich jednak nie udało się znaleźć. Według innych relacji zostały one zakopane na oświęcimskim cmentarzu żydowskim.
Archeolodzy najpierw przekopali dwa stanowiska na podstawie relacji Jiszajahu Jarota. Gdy w tych miejscach nic nie znaleziono, rozpoczęto ogólne wykopaliska w obrębie fundamentów synagogi. Obiekty zostały znalezione w ostatnim wyznaczonym przez archeologów miejscu, zaledwie kilka dni przed zakończeniem czterotygodniowego wykopu.
Podczas wykopalisk został nakręcony film dokumentalny „A Treasure in Auschwitz” w reżyserii Jahaliego Gata. W jego realizację zaangażowani byli również byli żydowscy mieszkańcy Oświęcimia – mieszkający w Izraelu Adam Druks oraz Lolek Lehrer.

## Zabytki

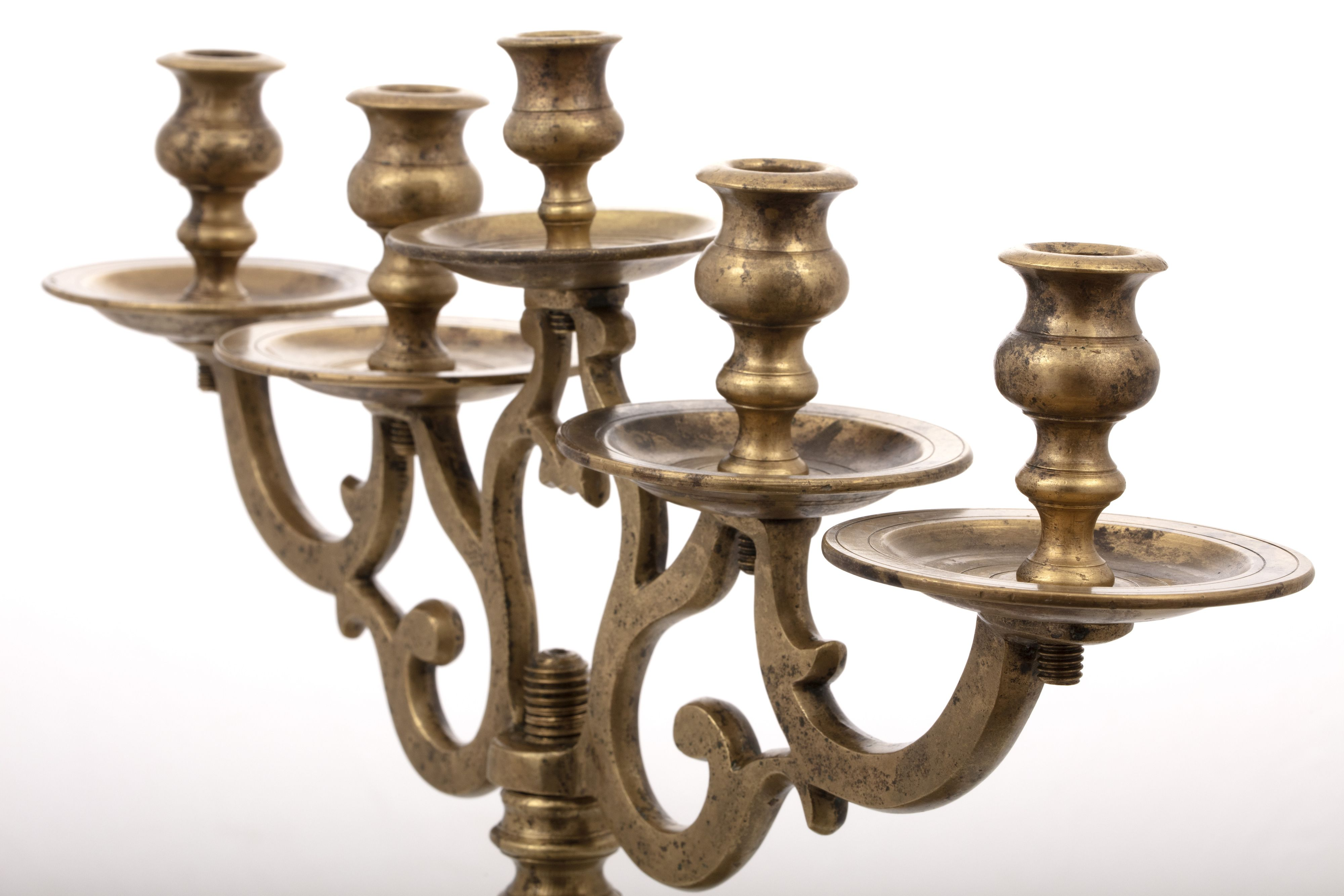
Świecznik pięcioramienny z Wielkiej Synagogi w Oświęcimiu, MŻ 3

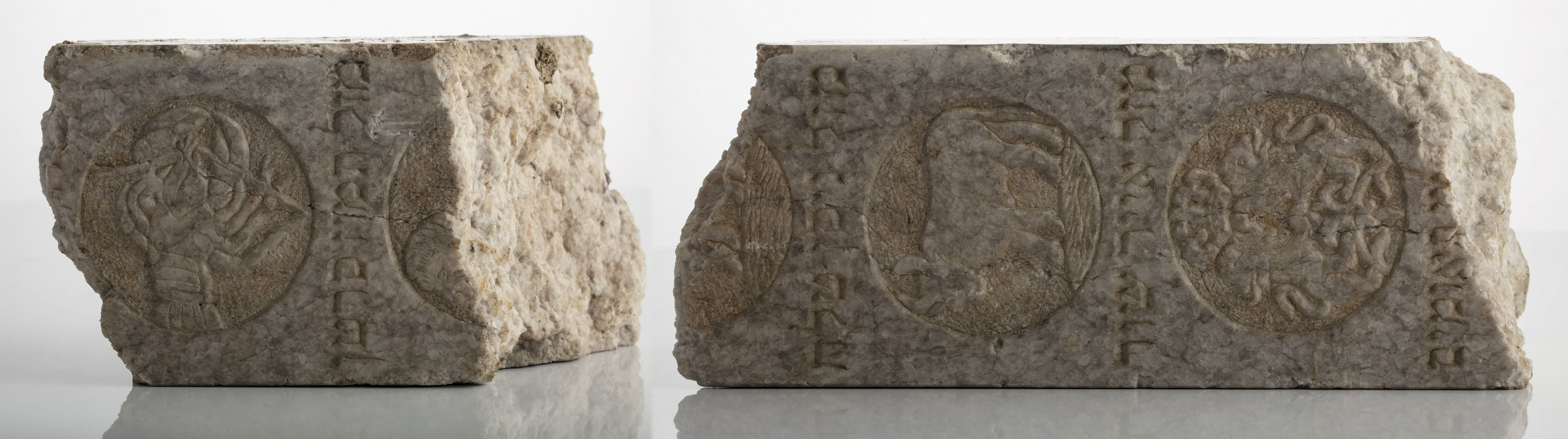
Fragment marmuru ze znakami zodiaku z Wielkiej Synagogi w Oświęcimiu

W trakcie wykopalisk odkryto ponad 400 przedmiotów, stanowiących przed wojną wyposażenie synagogi. Znaleziono ozdobne kafle, z których zbudowana była podłoga synagogi, marmurowe ozdobne elementy arki Aron ha-kodesz, ceremonialne naczynie do mycia rąk, zwęglone fragmenty modlitewników i tablice pamiątkowe.
W końcowej fazie wykopalisk znaleziono główną część zabytków. Wśród nich znajdowały się między innymi wykonane z miedzi lampy Ner tamid, liczne świeczniki chanukowe oraz żyrandole pochodzące z drugiej połowy XIX wieku. Znaleziono także fragmenty ha-kodesz, fragmenty mebli, ławek, nadpalonych książek i elementów z inskrypcjami w języku hebrajskim
Przy okazji wykopalisk znaleziono pozostałości po nazistowskich bunkrach wykopanych w obrębie terenu synagogi.
Znalezisko trafiło do Centrum Żydowskiego w Oświęcimiu, gdzie zabytki zostały skatalogowane, zinwentaryzowane i odrestaurowane. Część zabytków z Wielkiej Synagogi jest eksponowana na wystawie stałej w Muzeum Żydowskim, będącym częścią Centrum. Na wystawie prezentowana jest m.in. lampa Ner Tamid, elementy świeczników, a także kompletny, wiszący żyrandol, który zachował się w całości.